# Akujokka (vattendrag, lat 69,53, long 26,18)
Akujokka är ett vattendrag i Finland.   Det ligger i landskapet Lappland, i den norra delen av landet, 1 000 km norr om huvudstaden Helsingfors.